# Chaunac
Chaunac é uma comuna francesa na região administrativa da Nova Aquitânia, no departamento de Charente-Maritime. Estende-se por uma área de 2,26 km². Em 2010 a comuna tinha 79 habitantes (densidade: 35 hab./km²).